# Folke Gottfrid Grütter
Folke Gottfrid Grütter, född 20 december 1915 i Stockholm, död 2 september 1966, var en svensk konstnär.
Han var son till verkmästaren Gottfrid Theodor Grütter och Märtha Maria Svensson och från 1950 gift med Ulla Ingeborg Lundberg. Grütter studerade konst privat för Iwan Johansson 1944–1946 och vid Grünewalds målarskola i Stockholm samt under studieresor till Spanien och till Paris. Separat ställde han ut på Bollnäs museum 1950 och i Falkenberg 1952 och han har medverkat i en rad samlingsutställningar. Hans konst består av landskapsmålningar i olja. 